# Бедро Іван Прохорович
Іван Прохорович Бедро (31 січня [12 лютого] 1874— 28 січня 1943 року) — український садівник, селекціонер, помолог. Фундатор випробувально-наукового саду (пізніше відома як Західно-Сибірська садова станція) на Тагарському острові поблизу Мінусинська. У 1918 році член Сибірської обласної думи.

## Біографія

### Життя в Україні (1874—1909 роки)
Іван Прохорович Бедро народився 31 січня (12 лютого) 1874 року в містечку Сміла Роменського повіту Полтавської губернії в родині козака Прохора Олексійовича Бедра. Він навчався в Уманському училищі землеробства та садівництва, потім у Петрівській сільськогосподарській академії. Як її кращий випускник Іван Бедро стажувався в розплідниках і садових господарствах Франції, Бельгії, Голландії та Німеччини, вивчав насінництво овочевих культур у господарстві знаменитої фірми Вільморен, а також виноградарство на півдні Франції.

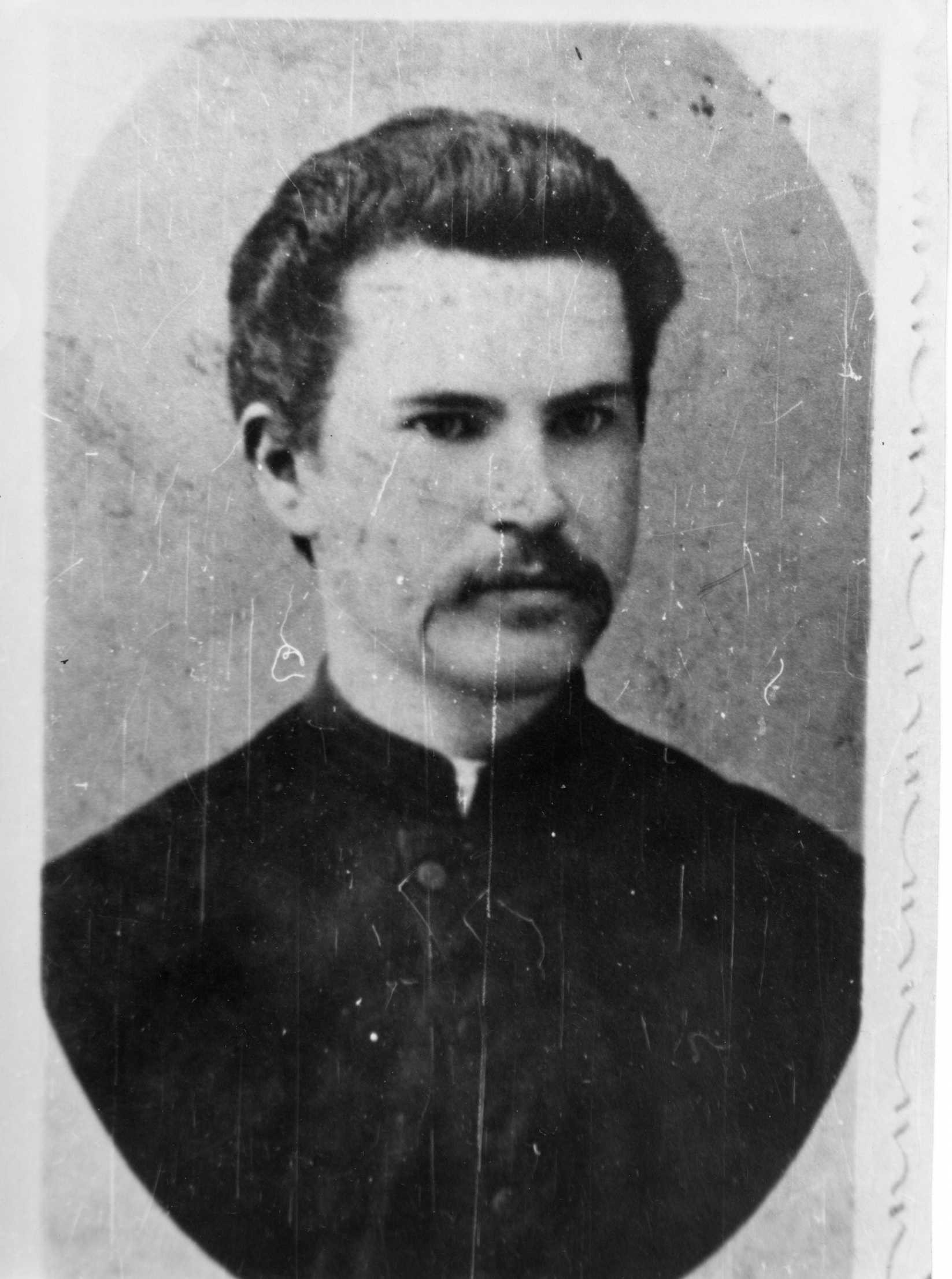
Іван Бедро, 1897 рік

Повернувшись до України, Іван Бедро, орендувавши 10 гектарів землі на околиці Лохвиці Полтавської губернії, створив плодовий розплідник та садівниче господарство, звідки вирощені та прищеплені саджанці яблунь розсилалися по всій Україні. Маючи повагу та авторитет серед населення садівник двічі обирався місцевими селянами як земський гласний Лохвицького повіту. З 1895 року Бедро, як секретар-агроном та член правління Лохвицького повітового сільськогосподарського товариства, організовував склади машин та насіння. 1904 року його обрали головою Пісковського сільськогосподарського товариства, яке він значно розширив, створивши вісім кооперативів (дрібних сільськогосподарських товариств). Одночасно він служив у Лохвиці агрономом повітового земства та завідувачем дослідного поля.
Напередодні революції 1905-1907 років Іван Бедро починає брати активну участь у політичному житті. За обговорення на зборах Пісковського сільськогосподарського товариства, що проходило за його головування, політичних питань та ідеї націоналізації землі, селекціонера у вересні 1905 року вислали на три роки за межі Полтавської губернії. Але після виходу царського маніфесту від 17 жовтня 1905 року, Бедро зміг повернутись до Лохвиці і в листопаді-грудні 1905 року став членом Всеросійського селянського союзу, створеного для залучення селян до революційної діяльності.
З приводу політичних подій того часу в Лохвицькому повіті помічник начальника Полтавського губернського жандармського управління повідомляв:
У Лохвицькому повіті утворена партія, що називається ліберальною, голови якої — ватажок дворянства Олександр Русинов, поміщик с. Пізники, і який у його маєтку відомий своєю політичною неблагонадійністю його зять, колишній професор М.І. Туган-Барановський. Під впливом і за рекомендацією Туган-Барановського О. Русинов почав призначати на різні посади своїх ставлеників, а за нестачею місць, під виглядом підняття економічного стану повіту, створив сільськогосподарське товариство та кредитне товариство з дрібними відділеннями по повіту, в яких заснував нові посади з високими окладами. Зі своїх ставлеників А. Русінов склав і земську партію, обравши до складу гласних осіб йому безумовно відданих чи байдужих до суспільної справи осіб. У складі земської управи опинилися Слюз та Приймак, секретар Соломаха, помічник бухгалтера Олександра Реннінг, секретар Лохвицького сільськогосподарського товариства та кредитного товариства Іван Бедро, бухгалтер кредитного товариства Геля Волинська, член училищної ради від земства надвірний радник Влахопулів, завідувач. Маючи це коло осіб, А. Русінов почав підбір осіб у земські школи. Названі особи щодня телефоном обмінюються думками, вони є цензорами повідомлень, які від інших лиц. Таким чином, усі вчителі та службовці при земській управі та інших товариствах вільно чи мимоволі згуртовані в одну групу. Головні діячі у Лохвиці - Слюз, Ліберман, Реннінг, Соломаха, нещодавно призначений за рекомендацією Туган-Барановського секретарем ватажка дворянства Михайло Кожушко та І.П. Бедро. Вони проводять сходки, а щоп'ятниці Слюз, Реннінг, Ліберман і Бедро вирушають до Пізників, де в квартирі Туган-Барановського ночами проходять наради, з яких видаляють навіть прислугу. Наради почали відвідувати дворяни Микола Терешкович та Микола Ходолій.
.
У грудні 1905 року чорносотенці та поліція намагалися організувати в Лохвиці єврейський погром, проте Іван Бедро зумів запобігти погрому, виявивши справжніх ініціаторів, зокрема помічника місцевого справника. Вдруге затриманий поліцією в грудні 1905 року, Бедро виявився на волі лише під тиском громади, яка змусила губернатора віддати спеціальну вказівку. Після цього науковець був змушений виїхати за кордон і деякий час працював у садових господарствах Французької Рів'єри. Після повернення до імперії його знову було заарештували (березень 1906 року). Перебував у в'язниці у Полтаві. Засідання Харківської судової палати, що відбулося 14—17 жовтня 1908 року за участю станових представників та відомого адвоката О.С. Зарудного, розглянувши справу Івана Бедра, засудила його за участь у злочинному співтоваристві (створення осередків Селянського союзу) за ст. 126 тогочасного Кримінального уложенія до позбавлення всіх прав стану та заслання до Сибіру на вічне поселення. Восени 1909 року його етапом було доставлено до села Швидка Мінусинського округу Єнісейської губернії.

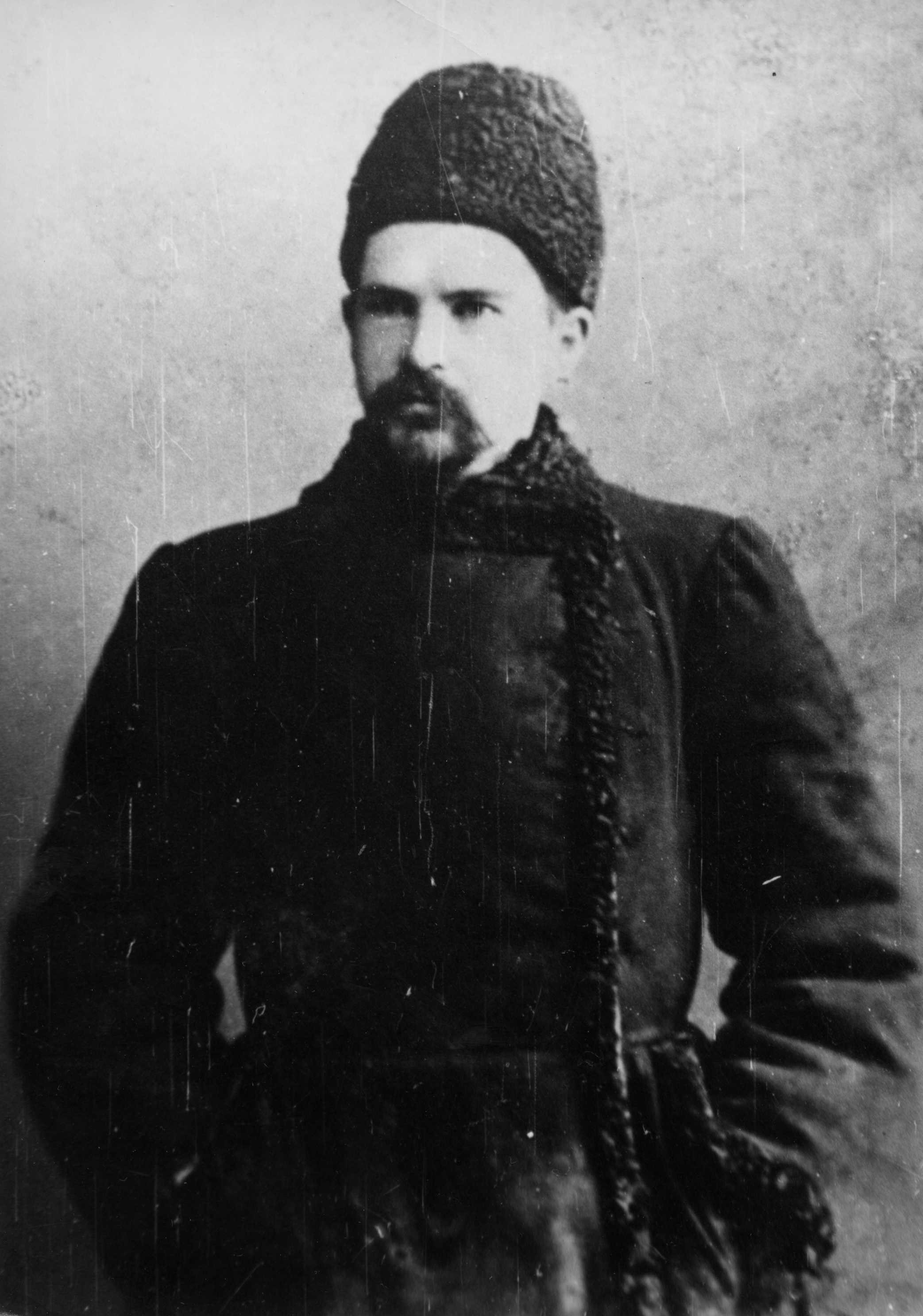
Іван Бедро у 1904 році

### Життя у Сибіру (1909-1917)
Навесні 1910 року Іван Бедро придбав або взяв в оренду 17 десятин землі на Тагарському острові (річка Єнісей) поблизу Мінусинськ. Там він заснував плодовий розплідник і дослідний сад, який згодом перетворився на першу в сибірському регіоні дослідну станцію плодівництва. Пізніше вона була відома як Західно-Сибірська садова станція.
Основним призначенням станції та «Старого саду», висадженого в 1912 році, було випробування сортів великої колекції яблунь та інших плодово-ягідних культур. Площа «Старого саду» складала 2 гектари. Яблуні в ньому увійшли в господарське плодоношення в 1925. Тут знаходилося понад 120 сортів ранеток та напівкультурних яблунь, у тому числі й сіянців, отриманих від фахівців північної зони садівництва, з якими Бедро постійно листувався.
На прохання професора Миколи Кащенка, що переїжджав у 1912 році з Томська до Києва за станом здоров'я, Бедро отримав та розсадив його невелику колекцію гібридних яблунь (близько 20 штук), довівши деякі з них до сортоутворення. Загалом зібрати такий північний сортимент яблунь, який був у саду Бедра, було в 1910—1912 роках справою дуже складною, оскільки кількість садівників-аматорів, які мали свої сіянці, навряд чи становила тоді у всій північній зоні садівництва Російської імперії і 20 осіб, а досвідчені станції садівництва тут були відсутні.
З півночі «Старий сад» був захищений смугою соснового лісу, що ріс на дюнах. З південного боку було похило висаджено (за канадським способом) 500 яблунь 74 великоплідних сортів. Щороку пізно восени ці дерева пригинали і вкривали сосновими гілками, картоплею і землею. Цю колекцію яблунь підтримували насамперед з метою гібридизації. Для перевірки та інтродукції були зібрані також колекції уссурійських та канадських слив (близько 50 дерев), зроблено посадки червоної, білої та золотистої смородини, аґрусу, ірги, забайкальського абрикосу та інших садових дерев. Посадки яблуні були ущільнені кущами. Починаючи з 1914 року, Бедро кілька років поспіль видавав каталог плодових та декоративних рослин, насіння, овочевих та квіткових культур, який розсилався по всьому Сибіру.
Свої наукові дослідження І. П. Бедро під час роботи в Сибіру вів переважно за чотирма напрямками:
1. акліматизація плодово-ягідних рослин;
2. гібридизація для виведення особливо зимостійких сортів;
3. «Вегетативна гібридизація » - вивчення взаємовпливу підщеп і прищеп;
4. окультурення дикорослих плодово-ягідних рослин.

Навесні 1916 року Іван Бедро створив «Новий сад» (площею 4 гектари), розсадивши по 10-50 дерев 75 сортів, відібраних по зимостійкості зі «Старого саду». Сад став приносити плоди до 1928 року. Оскільки багато привізних сортів яблунь виявилися непридатними для Сибіру, селекціонер перейшов до виведення місцевих сортів шляхом гібридизації. Вивчивши більше трьохсот зразків різних порід, включаючи крім яблуні також обліпиху, абрикос, вишню, барбарис, сливу і садову суницю, Бедро розробив способи запобігання культурних рослин від несприятливих зимових факторів, провів досліди з виявлення оптимальних форм, завдяки чому отримав вдалі результати з окультурення забайкальських яблунь Палласа. В зимовий час вчений вів листування з провідними колегами-садівниками - І.В. Мічуріним, В.В. Пашкевичем (Санкт-Петербург ), Л.П. Симиренко (Київщина), М.Ф. Кащенко (Київ), з братами Худяковими (Приморський край), А.М. Лукашовим (Хабаровськ), А.К. Томсоном (Іркутськ), з садівниками Омська та монастиря на острові Валаам.
Природні та кліматичні умови мінусинської улоговини, з її різко континентальним кліматом, сильно ускладнили ефективне садівництво в цій місцевості. Мінусами була сувора, малосніжна та вітряна зима, пізні весняні та ранні осінні заморозки. До плюсів належало спекотне літо, яке сприяло хорошому визріванню пагонів, а отже, зимостійкості рослин. Такий клімат обумовив те, що Східний Сибір - це «царство ранеток і смородин», як писав син Івана Бедра Леонід Вігоров. Лише дуже небагато напівкультурних яблунь, як наприклад Сеянець Кузьміна № 16, Сержик Копилова та Жовтий Чалдон Іваницького, а також деякі з гібридів, отримані селекціонером від М.Ф. Кащенка, давали врожай у саду.

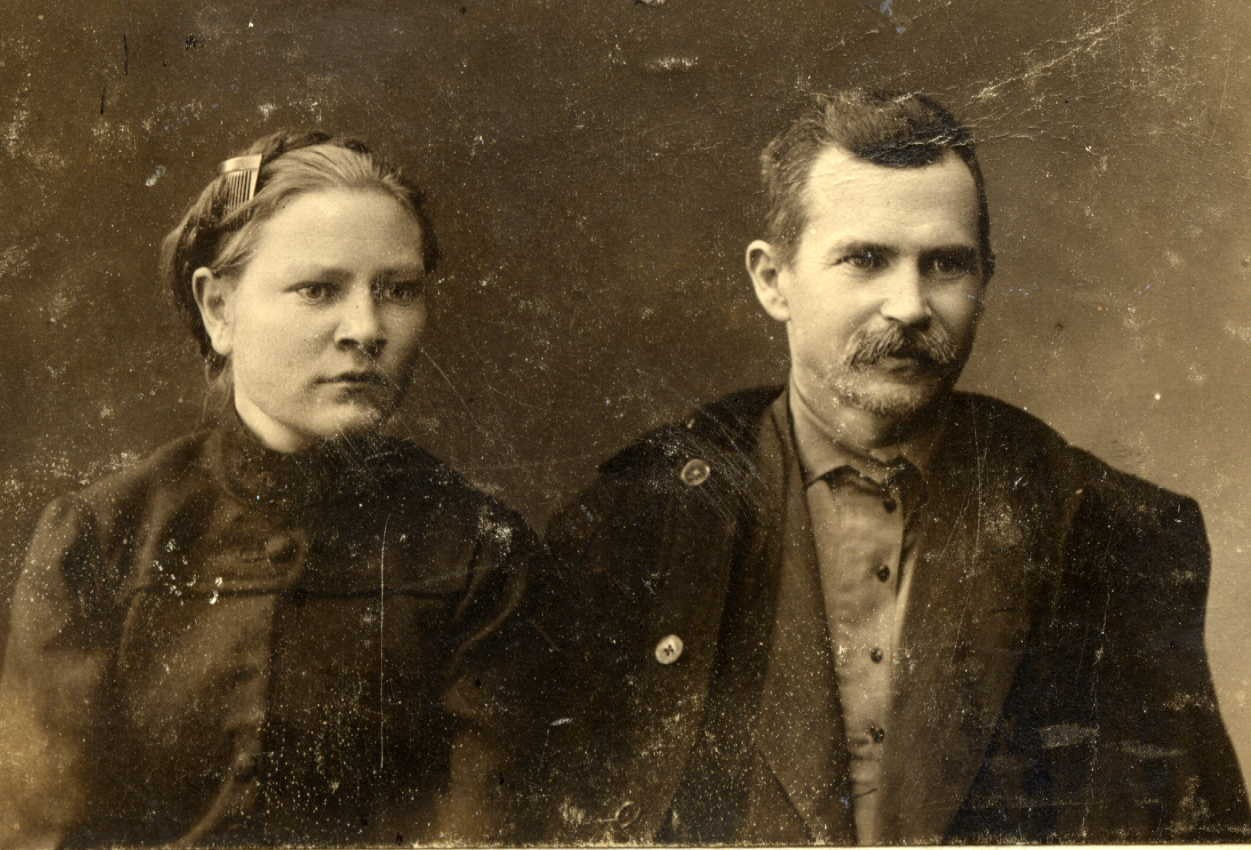
Іван Бедро разом з дружиною, 1915-1917 роки

Під час життя в Мінусинську, Іван Бедро одружився з хакаскою Ф.К. Харіною, уродженкою улуса Біджа, яка стала матір'ю його двох синів - Олексія Бедро (пізніше відомого під ім'ям Леоніда Вігорова) та Юрія Бедро (пізніше — геолог Георгій Бедров, 1913), а також доньки Галини (Галина Іванівна Афанасьєва).
У 1915 році був амністований, але залишився працювати в Мінусинську. Служив секретарем та головою мінусинської повітової Спілки кредитної кооперації, яка допомагала селянам у розвитку господарства, надавала їм позики, машини та насіння.

### Під час революції (1917-1924)
В роботах совєтських авторів Іван Бедро неодноразово зображений як есер. Через це він був у конфронтації з місцевими мінусинськими більшовиками. Сучасні історики мають різні підходи до його політичної діяльності. Документи кримінальної справи, заведеної нього Єнісейською губернською ЧК, свідчать, що Іван Бедро був суспільно-активною особистістю, яку не можна зарахувати до якогось одного політичного табору. Його погляди були характерними для широких верств населення Сибіру.
Він не поділяв догматичні доктрини ні більшовиків, ні есерів, утримувався від боротьби обох партій і намагався захистити селян від руйнівного впливу їх агітації. В період революції Іван Бедро виступав як народний захисник в Мінусинському повіті. Жителі села Бистрая 19 листопада 1917 року делегували його з дорадчим голосом на III Мінусинський повітовий селянський з'їзд. Попри те що, що більшовики схилили учасників цього з'їзду до передачі влади Совєтам, Бедро виступав проти конкретних дій більшовиків. Наприклад, отримавши від центральних органів кредитної кооперації інформацію про те, що Совнарком націоналізував Московський кредитний банк, він за підтримки правління Мінусинського повітового союзу кооперативних товариств 23 грудня 1917 написав циркуляр, в якому повідомив кооператорів і населення про присвоєння їх коштів державою і закликав протестувати проти цього, направляючи телеграми на адресу Всеросійських установчих зборів. 29 грудня 1917 року більшовики - члени Мінусинського об'єднаного виконкому - ухвалили заарештувати Івана Бедра, а сам циркуляр з відповідними коментарями спростувати в місцевих "Известиях". Під час перебування під слідством, Бедра як представника кредитної кооперації Мінусинського повіту та делегата 2-го Всесибірського з'їзду кооператорів було обрано до складу Сибірської обласної думи. 6 березня 1918 ревтрибунал засудив вченного до трьох місяців умовного покарання.
Попри переслідування владою, Іван Бедро, в січні 1918 року, знайшов час скласти «Атлас плодів» з описом і малюнками 87 сортів ранеток, які краще за інших зарекомендували себе в кліматичних умовах Мінусинська. Доповнений наприкінці 1920-х років, цей опис був підготовлений науковцем та його сином Олексієм Бедром до видання у вигляді книги з сибірської помології. На початку 1918 року Бедро також створив рукопис майбутнього посібника з плодівництва в Сибіру (виданий в 1925 і 1928 роках). Пізніше написав та опублікував у газеті «Свобода і праця» «Листи з темниці» фейлетонного характеру. Пізніше більшовики, маніпулювавли цими «листами», щоб звинуватити автора у наклепі на совєтські реалії.

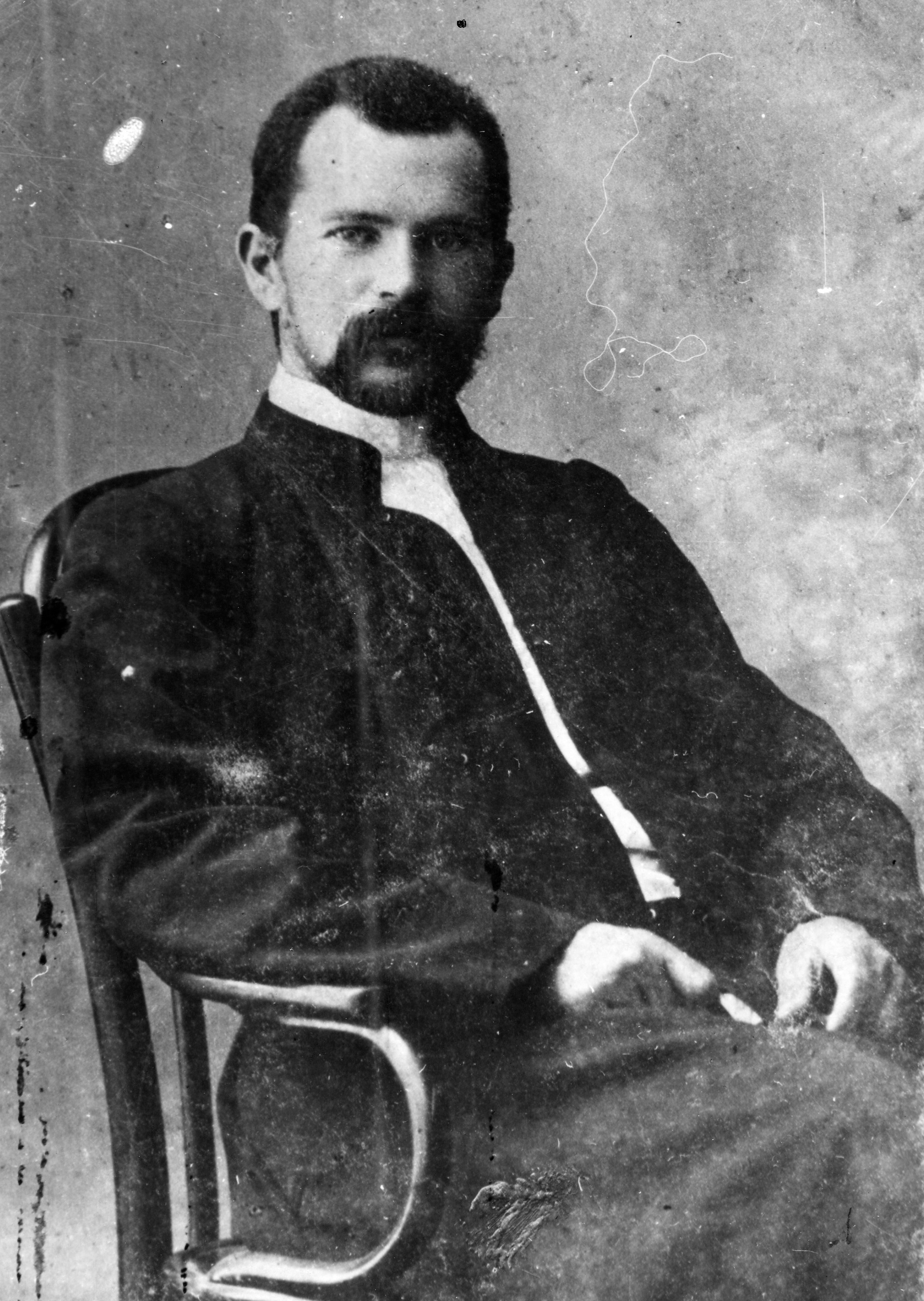
Під час революції Іван Бедро захищав інтереси сибіряків

У травні 1918 року І. П. Бедро був обраний делегатом VI Мінусинського повітового селянського з'їзду. Після того, як створений більшовиками Військово-революційний штаб (ВРШ) за антисовєтські виступи розпустив з'їзд, І. П. Бедро в ніч на 8 червня 1918 був заарештований червоногвардійцями і посаджений у в'язницю. Після того, як влада в Мінусинську перейшла до антибільшовицьких сил (під тиском VII селянського з'їзду за підтримки селянсько-козацьких дружин), Бедро був випущений з в'язниці та кооптований з дорадчим голосом до складу цього з'їзду. У цей час він виступав проти грабежів міського населення Мінусинська, що почалися, з боку повстанців-дружинників, а також проти мобілізації селян в Добровольчу армію. У липні 1918 року Івана Бедро запросили брати участь у роботі Сибірської обласної думи. На засіданні Думи 15 серпня 1918 року він був обраний членом мандатної комісії, а потім і бюро однієї з чотирьох думських фракцій - обласників і безпартійних. Бедро виступав за поповнення Думи селянськими представниками (розширення справжнього селянського представництва в Думі), проти чого було есери. Есери становили тоді майже половину обраної думи. Ініціативи Бедра не знайшли підтримки серед депутатів, і наприкінці 1918 року він відмовився від роботи в Сибірській обласній думі і повернувся до Мінусинська, де продовжував виступати на боці інтересів селянства.
Несподівано дружні стосунки склалися у селекціонера з головкомом партизанської армії О.Д. Кравченком. Згодом заступник Кравченка П.Є. Щетінкін свідчив, що Бедро надавав партизанам усіляку матеріальну підтримку. Голова Мінусинської повітової Ради більшовик В.Г. Солдатов, розповідав, що поштовхом до зростання серед партизанів есерівських настроїв нібито з'явилася поява на політичній арені Мінусинська агронома-садівника та «відомого есера» Івана Бедра.
2 травня 1920 року Івана Бедра, за доносом мінусинських більшовиків, звинуватили в контрреволюційній агітації. Після арешту його відправили до Красноярської губернської ЧК. На допиті від 29 травня засвідчив, що науковець мав авторитет серед службовців кредитних товариств та населення, під час селянського повстання 1918 року агітував мешканців селища Малая Мінуса проти «бандитів-більшовиків». Проте свідчення доносів ґрунтувалися лише на чутках. Заявивши, що причиною звинувачення є особисті рахунки, Іван Бедро легко спростував підозри. Підтримку йому надали селяни селища Бистрая. 23 травня їхній схід, заявив, що Іван Бедро своєю діяльністю сприяв переходу населення на бік Совєтської влади і рятував людей від «карателів», висловив прохання звільнити його з ув'язнення як «прихильника трудового народу». Сильне враження на чекістів справили свідчення заступника головкому партизанської армії П.Є. Щетінкіна, який на допиті 18 червня запевнив їх, що знає Бедра як людину, яка якихось дій проти совєтської влади не робила. 20 липня науковець був звільнений на поруки П.Є. Щетінкіна та О.Д. Кравченка.
Однак такий результат не влаштував мінусинських більшовиків. 1 серпня 1920 року селекціонера було знову заарештовано і відправлено до Красноярської в'язниці. Цього разу слідство у справі Бедра виявилося тривалішим, але 12 грудня через недоведеність провини його було звільнено з-під варти та направлено на службу до Мінусинського повітового комітету праці. Проте вже 10 січня 1922 року губернська ЧК таки засудила Івана Бедра до року ув'язнення. Звинувачення було настільки хитким, що 11 листопада того ж року Колегія ГПУ на підставі ухвали ВЦВК була змушена його звільнити достроково. Тим часом дані Красноярської крайової громадської організації «Меморіал» вказують на те, що Іван Бедро, заарештований 31 липня 1920 року і обвинувачений у «контрреволюційній агітації», був засуджений губернською ЧК 19 серпня того ж року до п'яти років ув'язнення в трудовому таборі, де перебував до грудня 1924 року.

### Роки репресій (1925-1935)
Після ув'язнення і повернення в Мінусинськ в квітні 1925 року, Іван Бедро зайнявся відновленням саду, який був знищений. За час ув'язнення його сад був переданий дослідній станції, а потім місцевій в'язниці. Нові власники не дбали про вирощені науковцем садові культури. Відновлення власного саду Бедро поєднував з роботою в кредитній кооперації (кредитному сільськогосподарському товаристві). Він продовжив проводити масову гібридизацію яблунь для одержання морозостійких сортів із більш-менш великими плодами, введення в культуру дикорослих плодово-ягідних рослин (різних видів дикорослої смородини, уссурійської груші, канадської сливи, маньчжурського абрикоса, дикорослої сибірської яблуні, обліпихи, черемхи).
У 1925 році Бедро звернувся за підтримкою до Всесоюзного інституту прикладної ботаніки та нових культур, який у ті роки очолював Микола Вавілов. Інститут висловив готовність вважати випробувально-науковий сад Бедра (Західно-Сибірську дослідну станцію плодівництва) своїм опорним пунктом, забезпечити постачання станції новітньою біологічною літературою за умови виконання деяких доручень. Серед них був збір рідкісних, перспективних для інтродукції та селекції рослин, фенологічні та морфологічні спостереження за яблунею. Але це заступництво нічого не змінило в юридичному становищі станції. Місцеві органи, як і раніше, розглядали її як приватне господарство, фінінспекція продовжувала обкладати сад великими податками.
У 1926-1927 роках Іван Бедро отримав додаткову земельну ділянку площею 5 гектарів. До 1928 року на цій ділянці було посаджено третій, «Далекий сад» площею близько 2 гектарів та закладено розплідники. Розплідники, де вирощували посадковий матеріал (майже винятково саджанці яблунь), були невеликими, площею понад 0,5 гектарів та випуском 2000—3000 однорічних щеплених яблунь на рік. В 1925—1929 роках щеплені саджанці розсилали по всьому Сибіру. Найбільшу частину випущеного сортового матеріалу становили дрібноплідні зимостійкі сорти яблуні, а в останні роки і більш плідні гібриди. Загальна кількість посилок, що розсилаються щороку восени, сягала 300 одиниць по 5-10 саджанців для садівників-любителів. На дослідну станцію, що славилася на весь Сибір, регулярно ходили на екскурсії учні Мінусинського сільськогосподарського технікуму. Нерідко вони проходили короткочасну практику в саду. Проходили тут практику також студенти з Омського сільськогосподарського інституту та Мінусинського педагогічного інституту. Неабияке значення для поширення відомостей з садівництва мало проведення з 1927 протягом двох або трьохрічних практичних курсів для селян-любителів садівництва та для агрономів.
Наприкінці своєї книжки «Плодівництво в Сибіру» (1925) Бедро писав:
«Всемогутня природа дає до рук людини безліч прекрасних форм, створених нею рослин. Наука вказує шляхи, як зробити їх ще прекраснішими, ще кориснішими для людини»
За свідченням Володимира Крутовського, який також займався дослідним садівництвом, всю основну роботу по саду виконував сам Бедро, його дружина та двоє синів-підлітків. Лише на осінь для збору врожаю запрошували поденних робітниць. Родина жила доволі скромно, навіть бідно. Це позначалось на всьому - від харчування до одягу. Заощаджень не було, а всі доступні кошти вкладались у розвиток саду. Щодо нього у науковця були великі плани. Підтримуючи контакт з Інститутом прикладної ботаніки та нових культур, Бедро планував отримати гібридні форми яблуні, зі зразків раніше створених академіком Кащенком.

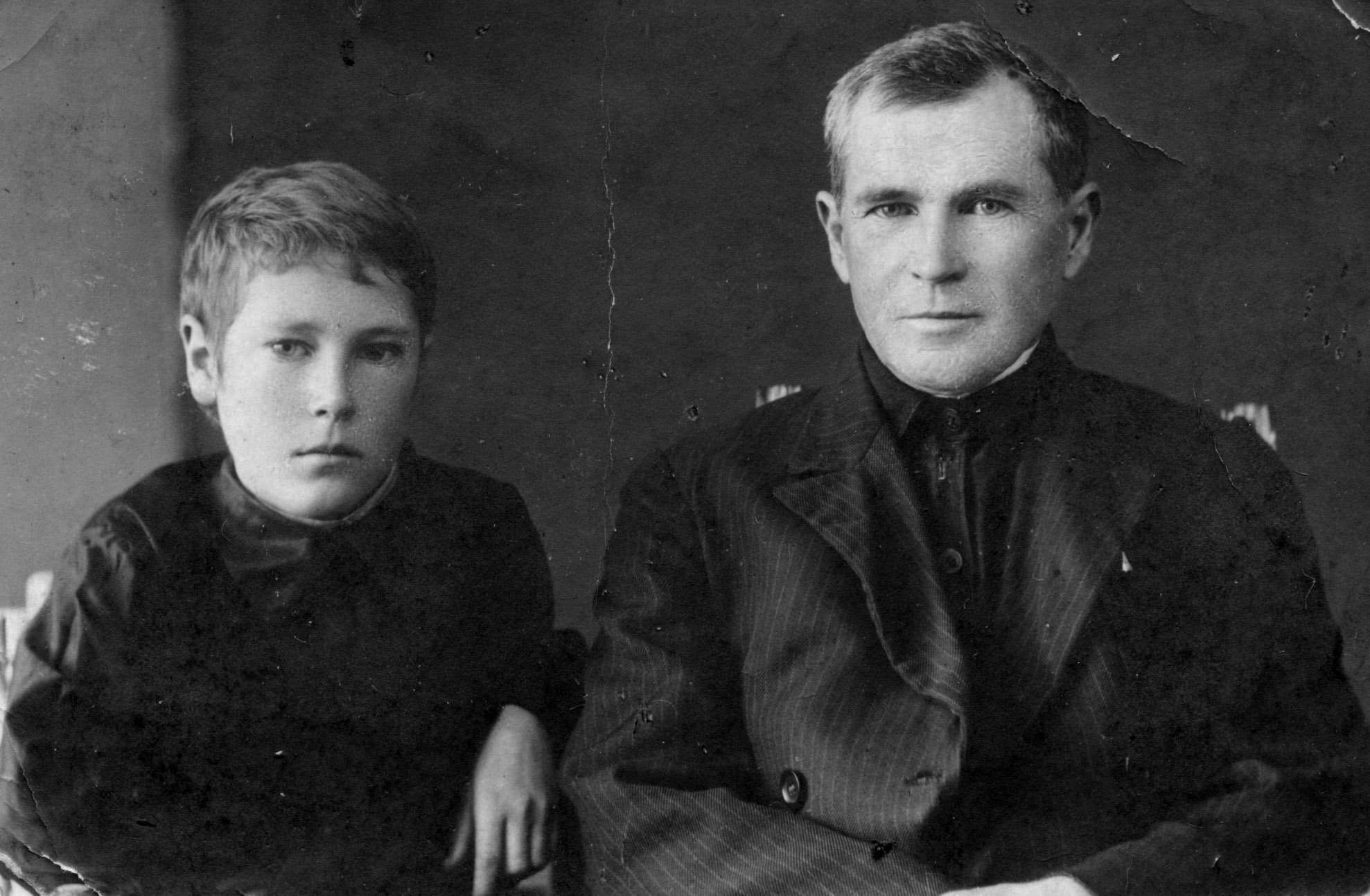
Іван Бедро зі своїм сином Олексієм

Тези в захист саду Бедра та праці науковця-помолога Крутовський виклав у статті в журналі «Сибірське плодівництво і городництво» восени 1929 року. Він вказував, що праця Івана Бедра має бути врятована, сам він є цінним фахівцем високої марки, беззаперечно відданий своїй справі та наміру розвинути плодове садівництво у Сибіру. Одним зі шляхів допомоги роботі вченого могло стати звільнення його дослідного саду від надмірно завищених податків, яким совєтська влада обкладала садівників. Але викладені пропозиції були проігноровані.
Важким ударом для Івана Бедра і його родини стала колективізація, що почалась з 1929 року. Вона призвела до фінансових труднощів, руйнування саду та загрози чергового арешту. Для того, щоб якось врятувати свій сад він прийняв пропозицію Кузнецького металургійного комбінату про організацію в них великого садово-городнього господарства. Восени 1929 року Бедро підписав акт про передачу саду в розпорядження Мінусинського плодово-ягідного дослідного поля і виїхав з Мінусинська до Сталінська. Там Бедро працював завідувачем садово-паркового господарства «Кузнецькбуду» (Кузнецького металургійного комбінату), заклав плодово-ягідний сад. Площа саду склала понад 180 гектарів, а пізніше зросла майже вдвоє до 300 гектарів. Згодом це садово-паркове господарство було перетворено на радгосп «Садово-паркове».
18 лютого 1933 року садівника заарештував Сталінський МВ ОГПУ. Вченого звинуватили у контрреволюційній організації, антисовєтських висловлюваннях, безгосподарності, розкраданні садово-паркового господарства. 5 червня 1933 року Бедро на засіданні Особливої трійки Повноважного представництва ОГПУ Західно-Сибірського краю було засуджено за статтями 58-10 та 58-11 Карного кодексу та Закону від 7 серпня 1932 року  до трирічного заслання до Наримського краю. Восени того ж року його відправили на поселення в село Підгірне Чаїнського району Наримського округу Західно-Сибірського краю. У селі Підгірне Бедро пізніше займався садівництвом, працюючи на дослідному Тискінському полі, що знаходилося у віданні комплексної сільськогосподарської станції Наримської півночі.

### Останні роки (1935-1943)
Іван Бедро був достроково звільнений у 1935 році. Після цього він перебрався із Сибіру на Північний Кавказ у селище Шунтук Майкопського району. З початку 1936 року він працював старшим науковим співробітником у відділі квіткових та декоративних рослин Майкопського дослідного відділення ВІР. Завдяки його праці було зібрано велику колекцію троянд. Але на початку 1938 року, коли, незадовго до арешту Миколи Вавілова скоротилися штати та фінансування досвідченого відділу, Бедро звільнився і переїхав до станиці Білореченську у Краснодарському краї.
Від'їзд із Сибіру та відхід від селекційної справи врятували Бедра від нового переслідування. Справа в тому, що заарештовані красноярськими чекістами, відомі в минулому суспільно-політичною, лікувальною та садівницькою діяльністю брати Крутовські, на допитах у серпні-вересні 1938 року були змушені під тортурами свідчити, що колишній «посланець» Іван Бедро після громадянської війни перебував у «контрреволюційній організації обласників». У 1928 році він нібито погодився брати участь у розвідувальній діяльності на користь Японії і з відповідними відомостями приїжджав до них зі Сталінська до Красноярська. Після цих сфальсифікованих свідчень Бедро мали як «японського шпигуна» заарештувати. Але врятував збій у роботі спецслужб та переїзд: його, мабуть, одразу просто не знайшли. Пізніше старший з братів Крутовських - Володимир Михайлович, помер у тюремній лікарні, а молодший, який відмовився від своїх свідчень, опинився на волі.
Іван Бедро помер 28 січня 1943 року за кілька днів до закінчення боїв на Кавказі та відступу німецьких військ зі станиці Білореченської.
Реабілітація у всіх справах, заведених на Бедро совєтськими каральними органами, відбулася 25 грудня 1963 року і 28 листопада 2003 року.

## Оцінка діяльності
Як вчений-селекціонер Іван Бедро протягом десятків років працював над розвитком плодового садівництва в умовах клімату Сибіру з дуже коротким періодом вегетації. Основна проблема полягала у відсутності природних гібридів фруктових дерев, які могли витримати місцевий клімат та достатньо розвинутись для принесення плодів. Бедро працював у напрямку як акліматизації садових культур, так і створення нових сортів. Одночасно з науково-теоретичною роботою, він вів активну практичну діяльність як садівник. Завдяки його праці у Сибіру поширювались нові наукові підходи до садівництва, розвивались нові техніки щеплення дерев.
Проживши тривалий час у Сибіру, погляди Івана Бедра щодо майбутнього краю схилялись на бік сибірського обласництва. Цей рух від регіональної ідентичності та прагнення до автономії розвивався в напрямку створення самостійної держави у Сибіру. Про інтерес до обласництва свідчить громадська діяльність Бедра в період громадянської війни у Сибіру. Він займав однаково рівновіддалену позицію як від червоних, так і білогвардійців,  переймаючись лише тими аспектами, які зачіпали інтереси сибиряків - народів Сибіру, місцевих мешканців. Його спілкування з братами Крутовськими починалось зі спільних інтересів в сфері садівництва, але під час революції та зміни урядів, пішло в напрямку суспільно-політичних перетворень. Адже, розвиток сільського господарства, зокрема, садівництва напряму залежав від урядової політики щодо Сибіру. Доки царський уряд в Петербурзі вважав Сибір виключно джерелом природних ресурсів та місцем з важким кліматом, що годиться для заслання кримінальних та політичних злочинців, доти розвиток садівництва лишався нерозвиненим. Також на погляди Бедра щодо розширення прав корінних народів і необхідності становлення у Сибіру влади місцевих мешканців, міг вплинути його другий шлюб з Феодосією Харіною. Вона була хакаскою за походженням.
В совєтський період діяльність Івана Бедра зазнала переслідувань. По-перше, через зв'язки з діячами сибірського крайового та національного руху. Бедро був занадто самостійним, його громадська позиція йшла всупереч директивам більшовиків. Для нього головним були інтереси місцевої громади. По-друге, селекційна робота, якою тривалий час займався вчений,  суперечила совєтським практикам у природничих науках. Більшовики сповідували примітивно матеріалістичний та механістичний погляд на еволюцію. При цьому значення генетики, оголошеної буржуазною наукою заперечувалось. Доробок селекціонера Мічуріна визнавався як взірець. Через це довготривала селекційна робота з врахуванням генетичних факторів була оголошена шкідництвом. Наукові погляди та практика селекціонера Бедра йшла всупереч новим совєтським теоріям, на зразок лисенківщини. Довгритривала акліматизація та гибридізація садових культур вважались марнуванням ресурсів.

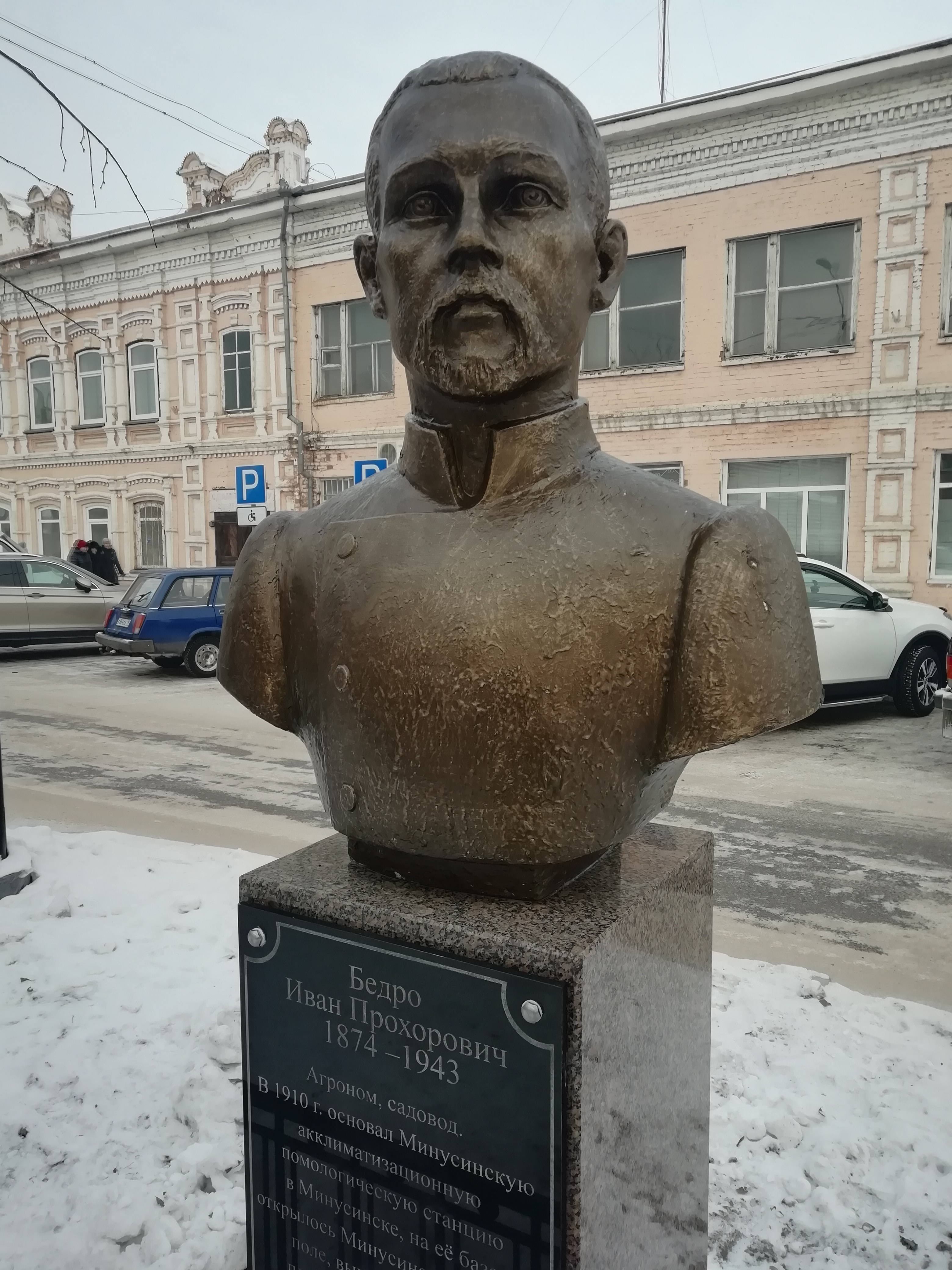
Погруддя Івана Бедра в Мінусинську

Перешкоди для наукової роботи та знищення дослідного саду Бедра загальмували розвиток садівництва у Сибіру. Проблеми в цій сфері у совєтський період впливали не лише на розвиток сільського господарства, але й забезпечення населення Сибіру продовольством та повноцінним харчуванням з достатньою кількістю вітамінів. Проблема залишилась невирішеною, а дефіцит фруктів вирішувався виключно за рахунок привезенних продуктів або пізніше імпорту.
На честь Івана Бедра названа вулиця в місті Мінусинськ. У 2019 році в Мінусинську встановлено погруддя вченого-селекціонера.

## Родина
- Перша дружина - Марія Григорівна Бедро.
  - Донька - Віра, 1901 року народження.
- Друга дружина - Феодосія Костянтинівна Бедро (уроджена Харіна), 1888 року народження.
  - Діти: Сини - Олексій (1913), Юрій, донька - Галина.
- Третя дружина - Варвара Андрієвна Бедро (уроджена Кононова), 1898 року народження.
  - Донька - Мар'яна (1922)[9].

## Опубліковані праці Івана Бедра
- И.П. Бедро. Краткий отчёт акклиматизационной помологической станции в г. Минусинске Енисейской губ. за 1911, 1912 и 1913 гг. // Отд. оттиск из журн. «Научное плодоводство». Петроград: Императ. Росс. общество плодоводства, 1915. 25 с.
- И.П. Бедро. Плодоводство в Сибири. Ч. I: Начальные основы Сибирского плодоводства. Ч. II: Краткое руководство по плодоводству в Сибири. Плодовая школка. Плодовый питомник. Плодовый сад. Омск: Омский Губл. № 1055. 1925. 57 с.
- И.П. Бедро. Выгодно ли плодоводство в Сибири? // Сибирское плодоводство и огородничество. 1926. № 2. С. 1—3.
- И.П. Бедро. Пути развития и перспективы сибирского плодоводства. // Сибирское плодоводство и огородничество. 1926. № 3. С. 6—11.
- И.П. Бедро. Пути развития и перспективы сибирского плодоводства. // Уссурийское садоводство и огородничество: жур. практ. садоводства и огородничества. Владивосток: Приморский крестьянин, 1927. № 2—3. С. 28—34.
- И.П. Бедро. 15-летний опыт промышленной культуры томатов в Сибири. // Сибирское плодоводство и огородничество. 1927. № 1. С. 17—18.
- И.П. Бедро. 15-летний опыт промышленной культуры томатов в Сибири (окончание). // Сибирское плодоводство и огородничество. 1927. № 2-3. С. 13—15.
- И.П. Бедро. Положение садоводства и огородничества в Минусинском округе и меры к их развитию: тез. докл. // Сибирское плодоводство и огородничество. 1927. № 4. С. 8.
- И.П. Бедро. Плодоводство в Сибири. В 2-х частях. Минусинск: Издательство газеты «Власть труда», 1928. 111 с.